# 克莫拉
克莫拉（義大利語：Camorra，義大利語發音：[kaˈmɔrra]，那不勒斯語發音：[kaˈmorrə]）是类似黑手党的秘密社团，起源于意大利坎帕尼亚地区的那不勒斯市，通过毒品交易、敲诈勒索来筹集经费，其活动导致所控制地区的高谋杀率。这是意大利最古老的有组织犯罪团体之一。
克莫拉意為「賭攤老闆」，来源于capo（老板）和morra（那不勒斯一种街头赌博）

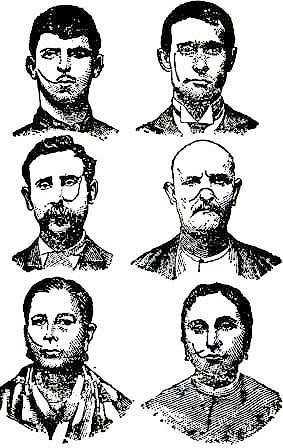
那不勒斯的克莫拉成员，1906年

那不勒斯、卡塞塔等城市的经济受克莫拉的影响颇大。